# Isla Pinochet
La isla Pinochet está situada en el océano Pacífico en la región austral de Chile, en la parte sur del golfo de Penas, al comienzo de los canales patagónicos. Forma parte del archipiélago Guayaneco.
Administrativamente pertenece a la provincia Capitán Prat de la Región de Aysén.